# College Park (Maryland)
College Park is een stad in Prince George's County, Maryland, VS. De stad is vooral bekend omdat de Universiteit van Maryland, College Park er gevestigd is. Sinds 1994 is ook een deel van het archief van de National Archives and Records Administration er gehuisvest, informeel bekend als Archive II.

## Demografie
Bij de volkstelling in 2000 werd het aantal inwoners vastgesteld op 24.657.
In 2006 is het aantal inwoners door het United States Census Bureau geschat op 27.410, een stijging van 2753 (11,2%).

## Geografie
Volgens het United States Census Bureau beslaat de plaats een oppervlakte van
14,1 km², geheel bestaande uit land.

## Plaatsen in de nabije omgeving
De onderstaande figuur toont nabijgelegen plaatsen in een straal van 4 km rond College Park.